# Letkiss

Le letkiss est une danse qui a connu un bref mais énorme succès en Europe au milieu des années 1960.

## Origines
Au départ il y avait le jenkka, une danse finlandaise populaire en Laponie, accompagnée d'une musique dérivée des scottishs du XiXe siècle et jouée sur des instruments du folklore tels qu'accordéon et violon.
Ce type de musique est relancé au début des années 1960 sous l'appellation de letkajenkka par deux musiciens finlandais, Erik Lindström avec sa composition Letkajenkka, puis Rauno Lehtinen avec Letkis (mot qui n'est qu'une abréviation de letkajenkka). Ces deux morceaux resteront les plus célèbres de la « musique letkiss », qui a pour particularité distinctive d'être interprétée par des harmonies associant fanfare de cuivres et clarinettes, ce qui lui confère une indéniable originalité en cette époque où triomphe le rock 'n' roll.

## La danse
En même temps est définie une danse d'une grande simplicité : les danseurs se mettent en ligne, les mains sur les hanches (ou bien en file, en tenant les épaules ou la taille du partenaire qui précède) : on jette deux fois de côté la jambe gauche, puis la jambe droite, puis on saute à pieds joints d'un pas en avant, d'un autre en arrière, et enfin de trois pas en avant, et le cycle recommence.
Cette chorégraphie élémentaire reproduit exactement les pas du bunny hop, une danse alors oubliée mais qui eut son moment de gloire dans les années 1950 aux États-Unis, à cette différence qu'elle était exécutée sur une musique jazzy de big band.
On verra vite une variante où les danseurs évoluent en deux lignes face à face, de telle sorte qu'au bout des trois pas en avant chaque couple se rencontre lèvres à lèvres, de façon à donner au mot letkis une signification (« let kiss ») qui n'était aucunement dans l'esprit des promoteurs originels finlandais de cette musique.

## Histoire
Rauno Lehtinen enregistre en août 1963 son morceau Letkis, dont les droits internationaux sont acquis par Sweden Music, la société du producteur suédois Stig Anderson. Mais ce dernier ne pourra guère faire respecter ses droits, car cette musique, et cette danse, vont connaître un an plus tard un succès incontrôlable sur le continent européen.
En Allemagne, l'orchestre de Roberto Delgado (alias Horst Wende) enregistre une des versions les plus célèbres de Letkis, ré-orthographié Letkiss.
En France, Eddie Barclay réalise un brillant coup marketing à l'automne 1964 en sortant un super 45 tours attribué à un improbable « Anton Letkiss et son orchestre » et embauche une starlette et danseuse d'origine finlandaise, Myriam Michelson, pour présenter les pas du letkiss sur la couverture du disque. Celui-ci comporte les deux morceaux-phares du genre, Letkiss et Letkajenkka, et deux autres co-signés par Eddie Barclay et Michel Colombier.
En même temps, Myriam Michelson est mandatée pour lancer le letkiss au Club Saint-Hilaire de la rue de Rennes, une discothèque (que contrôle Eddie Barclay) alors parmi les plus en vogue de la capitale française. Dans la foulée, Disques Barclay (et leur sous-label Riviera) sortent les semaines suivantes une série de 45 tours offrant d'autres versions et compositions (dont certaines chantées) dans le genre letkiss. Celui-ci devient une véritable tocade qui marque toute la saison des sports d'hiver entre Noël 1964 et Pâques 1965. Début 1965, toutes les maisons de disques s'activent à faire paraître des disques de letkiss, mais Eddie Barclay a déjà saturé le marché, tandis que M. Michelson intervient jusqu'à l'étranger pour promouvoir la danse.
Outre l'Allemagne et la France, le letkiss connaît une grande vogue aux Pays-Bas et dans une moindre mesure en Italie (les pays anglo-saxons ne sont par contre guère touchés). Il est même réintroduit en Scandinavie comme importation d'Europe continentale. Stig Anderson s'est résigné à ne pas pouvoir faire valoir ses droits et ceux de ses licenciés allemands.
Des letkiss sont produits aussi derrière le Rideau de fer, notamment en Allemagne de l'Est et en Hongrie. Le 1er mai 1966, sur la place Rouge de Moscou, les journalistes occidentaux qui couvrent la grande parade annuelle du régime soviétique ont la surprise de voir les jeunes des sociétés de gymnastique manœuvrer par centaines devant le mausolée de Lénine en dansant le letkiss avec une précision toute militaire. 
Moins d'un an après son lancement à Paris, le letkiss est déjà oublié. Myriam Michelson connaîtra une fin tragique.